# فابیو دلوینو
فابیو دلوینو (انگلیسی: Fabio Delvino؛ زادهٔ ۱ مارس ۱۹۹۸) بازیکن فوتبال است.
از باشگاه‌هایی که در آن بازی کرده‌است می‌توان به باشگاه فوتبال باری اشاره کرد.